# Рођендан
Рођендан је назив за дан на који је једна људска јединка рођена. Уобичајено је скоро код свих култура и у свим временским периодима да се овај дан свечаније проведе, а у зависности од могућности и прослави, као дан сећања на рођење човека. Обично се за рођендан прави рођенданска торта украшена свећицама које слављеник гаси дувањем. У односу на овај дан мери се старост особе.

## Правне конвенције
У већини правних система, особа постаје одрасла особа на одређени рођендан (обично између 12 и 21 године), а достизање прекретница специфичних за узраст даје одређена права и одговорности. У одређеним годинама, неко може стећи право да напусти редовно образовање, постане подвргнут војној обавези или да се пријави у војску, да пристане на сексуални однос, да се венча уз сагласност родитеља, да ступи у брак без сагласности родитеља, да гласа, да се кандидује за изборну функцију, да легално купује (или конзумира) алкохол и дуванске производе, да купује срећке или да добије возачку дозволу. Пунолетство је доба када малолетници престају да се по закону сматрају децом и тиме престаје законска контрола и законске одговорности њихових родитеља или старатеља над њима и за њих. Већина земаља одређује старосно доба пунолетства на 18 година, иако се то разликује у зависности од надлежности.

## Дистрибуција кроз годину
Рођендани су прилично равномерно распоређени током године, са неким сезонским ефектима.
У Сједињеним Државама, постоји тенденција да буде више порођаја у септембру и октобру. Ово може бити зато што је девет месеци раније била сезона празника (период људске гестације је око девет месеци), или зато што се најдуже ноћи у години такође дешавају на северној хемисфери девет месеци раније. Међутим, чини се да празници имају више утицаја на наталитет него зима: Нови Зеланд, земља на јужној хемисфери, има исти врх у септембру и октобру без одговарајућег врхунца у марту и априлу. Најређи рођендани обично падају око државних празника, као што су Божић, Нова година и празници са фиксним датумом, као што је 4. јул у САД.
У Сједињеним Државама између 1973. и 1999. године, 16. септембар је био најчешћи рођендан, а 25. децембар најређи рођендан (осим 29. фебруара, због преступних година). У 2011. години, 5. и 6. октобар су пријављени као рођендани који се најчешће јављају.
На Новом Зеланду, најчешћи рођендан је 29. септембар, а најређи рођендан је 25. децембар. Свих десет најчешћих рођендана спадају у период од тринаест дана, између 22. септембра и 4. октобра. Десет најређих рођенданских дана су (осим 29. фебруара) 24–27. децембар, 1–2. јануар, 6. фебруар, 22. март, 1. април и 25. април. Ово се заснива на свом живорођеном децом регистрованом на Новом Зеланду између 1980. и 2017. године.
Позитивне и негативне везе са културолошки значајним датумима могу утицати на наталитет. Једна студија показује смањење спонтаних порођаја за 5,3% и смањење порођаја царским резом за 16,9% на Ноћ вештица, у поређењу са датумима који су се десили у року од недељу дана пре и недељу дана после октобарског празника. Насупрот томе, на Дан заљубљених долази до повећања спонтаних порођаја за 3,6%, а царског реза за 12,1%.
У Шведској је 9,3% становништва рођено у марту и 7,3% у новембру, те би уједначена расподела дала 8,3%.